# Internationales Kurzgeschichtenkolloquium
Das Internationale Kurzgeschichtenkolloquium, auch Internationales Schriftstellerkolloquium zunächst der Stadt Neheim-Hüsten und seit der kommunalen Neugliederung der Stadt Arnsberg, war ein internationales Schriftstellertreffen. In diesem Rahmen wurden ein deutscher und ein internationaler Kurzgeschichtenpreis vergeben. Hervorgegangen ist das Kolloquium aus einem erstmals 1965 veranstalteten Schriftstellertreffen. Das letzte Kolloquium fand 1994 statt.

## Allgemeines
Es handelte sich um eine der wenigen literarischen Veranstaltungen, die sich dem Genre der Kurzgeschichte widmeten. "Nicht nur durch die Kontaktaufnahme zum Leser zeichnet sich das Kolloquium aus, es setzte sich außerdem von Anfang an über die Totsagungen der Gattung souverän hinweg und über die vor, die einseitige Auffassung, die deutsche Kurzgeschichte sei an die realistisch und zeitkritisch darzustellende Kriegserfahrung gebunden... Abgesehen von dem mehrfach beobachteten Verzicht auf ausschlaggebende Formkriterien... geht aus den Preisverleihungen dieses Kolloquiums außer der Abneigung gegen eine normative Definition das stetige Bemühen hervor, die Weiterentwicklung der Gattung zu fördern."
Von Bedeutung war ebenfalls, dass auch bereits während des Ost-West-Konflikts nicht nur Teilnehmer aus der westlichen Welt, sondern stets auch aus Osteuropa teilnahmen. „Das Symposion, mit einer Preiskür verbunden, ist meines Wissens das einzige Schriftstellertreffen in Europa, das den Ost-West-Dialog auf breiter Basis...pflegt.“ (Westdeutsche Allgemeine Zeitung)
Immer wieder hervorgehoben wurde auch der Kontakt mit den Bürgern durch Lesungen an alltäglichen Orten. Dieter E. Zimmer hat in der Zeit einen eher kritischen überspitzt formulierten Artikel zu einem dieser Treffen geschrieben. Was die Teilnehmer angeht, meint er, dass die meisten der anwesenden Autoren aus der weiteren Umgebung kämen. Die Ausländer stammten fast alle aus dem Ostblock und waren Abgesandte ihrer Schriftstellerverbände. Und zum Versuch die Bevölkerung miteinzubeziehen: "Einer liest im Schalterraum einer Sparkasse: Da kommen und gehen die Kunden, zahlen ein und heben ab, und daneben sitzt ein Mann mit Bart und liest etwas vor, zwei Schüler und eine Frau leisten ihm Gesellschaft. Wie gewünscht über die öffentlich ausgelegten Geschichten ein Votum abgegeben haben in Ziffern 20 Bürger. Mir kommt der Verdacht, wenn uns hier jemand sieht, hält er uns auf sauerländisch für eine Schar von Deppen, für den Betriebsausflug eines Asyls für Kulturgestörte. Aber es gibt auch Autoren, die kehren mit Triumphgefühlen von ihren Lesungen zurück."
Es wurden verschiedene Preise vergeben. Neben einem deutschen wurde ein internationaler Kurzgeschichtenpreis vergeben. Diese waren zuletzt mit jeweils 10.000 DM dotiert. Der Modus der anonymen Preisvergabe gewährleistete dabei, dass neben etablierten und bekannten Schriftstellern auch Nachwuchsautoren eine Chance hatten. Die Texte wurden unter dem Reihentitel Befunde veröffentlicht.

## Anfänge als Schriftstellertreffen
Bereits 1957 fand auf Initiative des Leiters der Neheim-Hüstener Volkshochschule Dr. Konrad Maria Krug ein Arbeitsgespräch westfälischer Autoren zum Thema "Das Selbstverständnis des Dichters in unserer Zeit" statt. Auf Initiative von dessen Nachfolger Dr. Hartwig Kleinholz fand 1965 erstmals ein Schriftstellertreffen statt. Daran nahmen teil: Heinrich Maria Denneborg, Max von der Grün, Wolfgang Hädecke, Kay Hoff, Norbert Johannimloh, Hugo Ernst Käufer, Ernst Meister, Heinrich Ost, Josef Reding, Heinrich Schirmbeck, Wolf Simeret, Erwin Sylvanus und Horst Wolff.
Das Treffen dauerte drei Tage. Im Mittelpunkt standen Referate und anschließende teils kontroverse Diskussionen. Zusätzlich hatten die Autoren zu verschiedenen Themen Texte in Lyrik oder Prosa verfasst. Ohne Nennung der Autorennamen wurden die Texte während des Kolloquiums diskutiert. Die Anonymität garantierte, dass jeder Text unabhängig vom Renommee des Verfassers bewertet werden konnte.
Am zweiten Schriftstellertreffen nahmen 1967 teil: André Claeys, Oldřich Daněk, André Demedts, Lucien Dendooven, Fred Germonprez, Walter Gross, Max von der Grün, Wolfgang Hädecke, G.H. Herzog, Anton Hykisch, Daan Ingelram, Norbert Johannimloh, Jiří Marek, Ernst Meister, Eduard Petiška, Josef Reding, Raf Seys, Ria Scarphout, Willy Spillebeen, Erwin Sylvanus, Jan Trefulka, Paul Vanderschaeghe und Jan Vercammen.

## Kurzgeschichtenkolloquium

### Kolloquium 1969

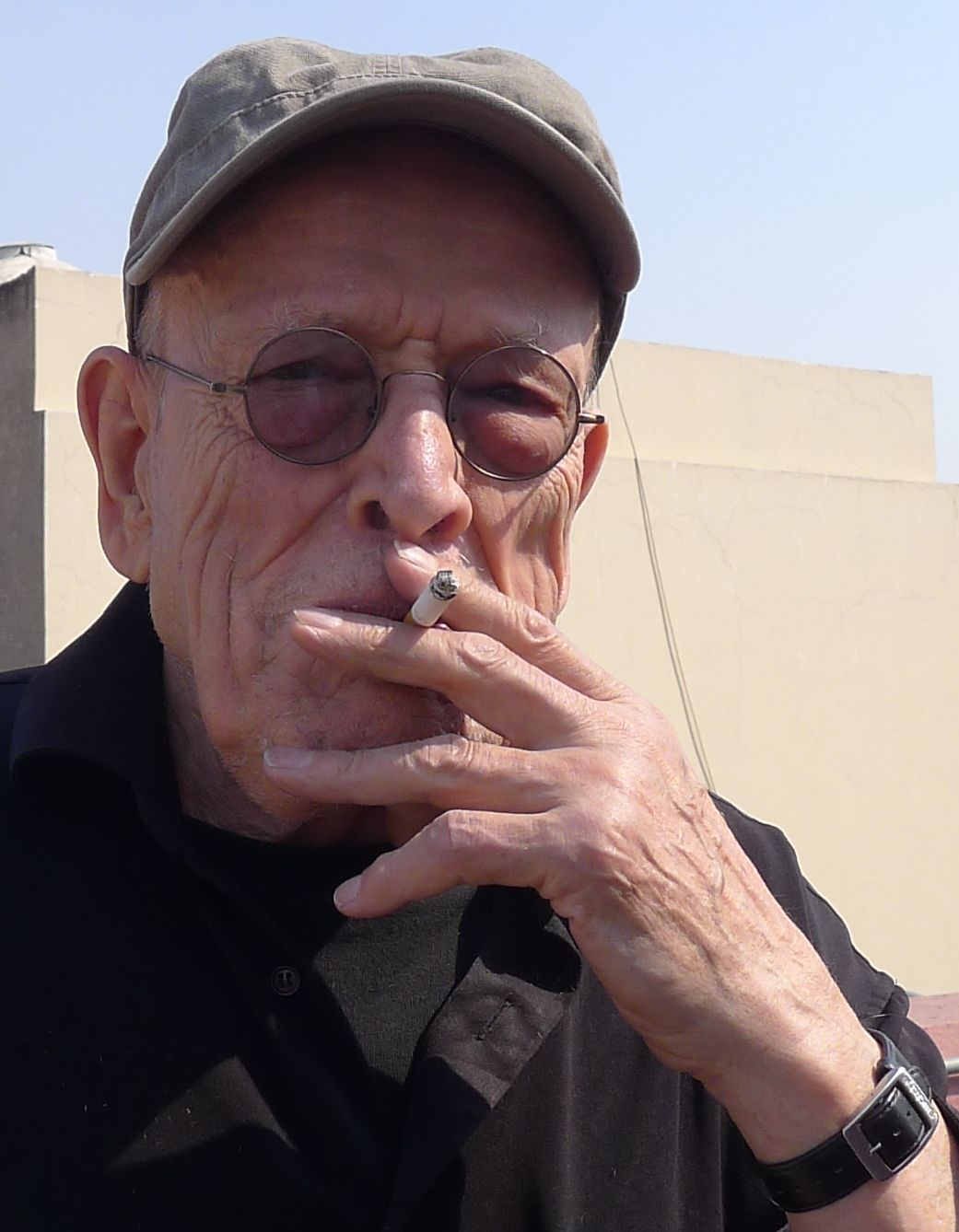
Urs Jaeggi, 2011

Im Jahr 1969 wurde aus dem Schriftstellertreffen das Internationale Schriftsteller-Kolloquium. Teilnehmer waren: Hans Günther Adler, Günter Braun, Johanna Braun, Inger Christensen, Walter Gross, Max von der Grün, Kay Hoff, Anton Hykisch, Ivan Ivanji, Urs Jaeggi, Norbert Johannimloh, Anise Koltz, Angelika Mechtel, Ernst Meister, Sascha Alexander Petrovic, Armand Pierhal, Hana Prosková, Josef Reding, Erwin Sylvanus, Friedel Thiekötter, Gabriele Wohmann und Jan de Zanger.
Erstmals wurde in diesem Zusammenhang der Internationale Kurzgeschichtenpreis der Stadt Neheim-Hüsten von einer Jury verliehen. Dabei lagen die Beiträge, wie schon beim Schriftstellertreffen, den Jurymitgliedern anonym vor. Der erste Preis ging an Gabriele Wohmann für den Beitrag "Aus dem weißblauen Tagebuch." Johanna Barun und Friedel Thiekötter gewannen jeweils einen zweiten Preis.

### Kolloquium 1971

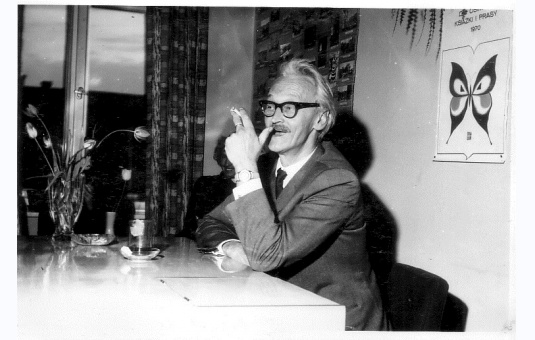
Kornel Filipowicz (1970)

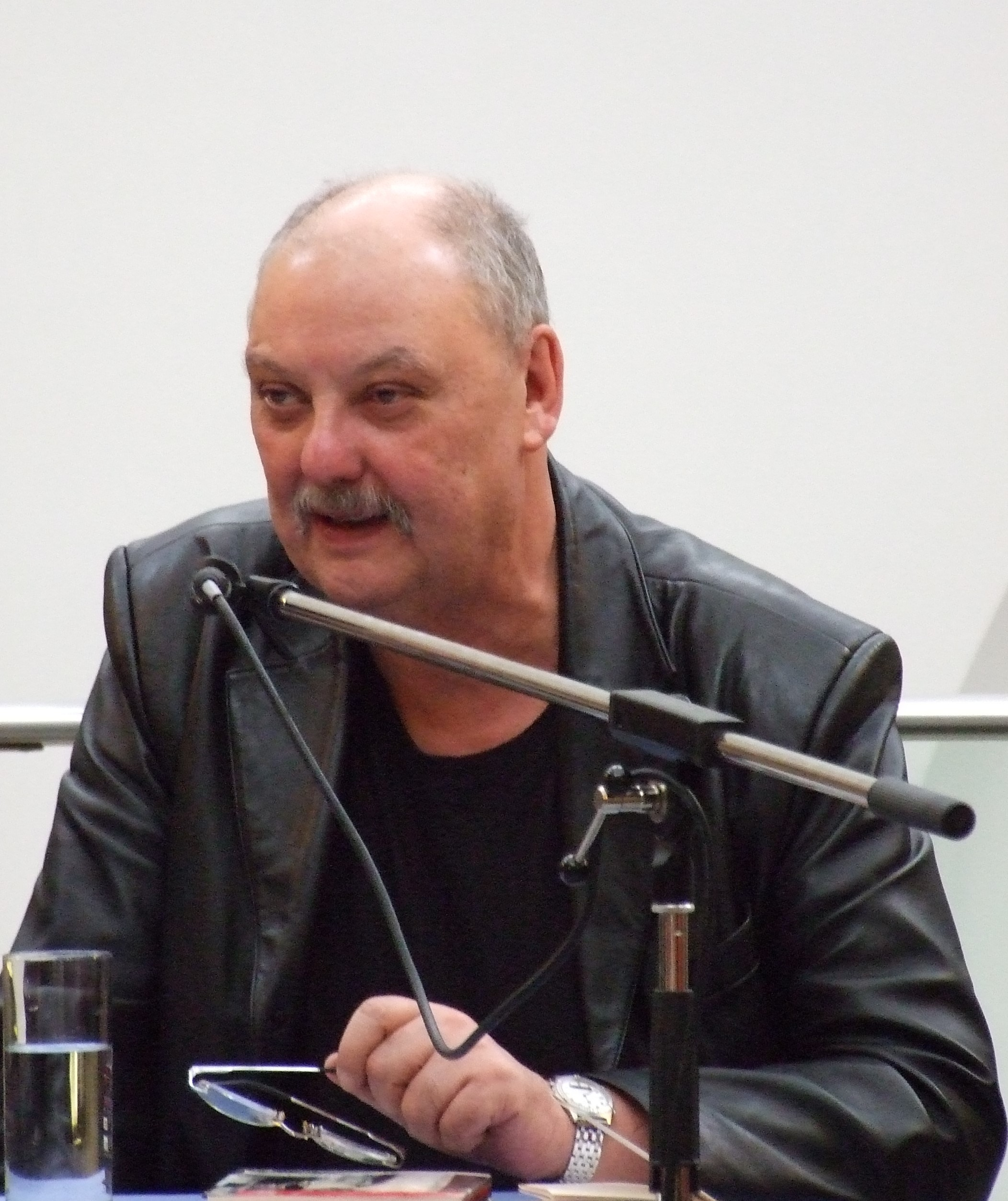
Frank Göhre (2008)

Am zweiten Internationalen Schriftsteller-Kolloquium 1971 nahmen teil: Walter Alexander Bauer, Johanna Braun, Georges Cosme, Francis Esquier, Kornel Filipowicz, Jerzy Gieraltowski, Frank Göhre, Wolfgang Hädecke, Norbert Johannimloh, Gert Jonke, Siegfried Kessemeier, Wolfgang Körner, Jiří Marek, Ernst Meister, Marianello Marianelli, Christoph Meckel, Hans Mohler, David Rosenberg, Herbert Rosendorfer, Michal Rusinek, Erwin Sylvanus, Friedel Thiekötter, Karin Voigt und Eva Zeller.
Preisträger waren Günther Radke und Christoph Meckel. Die örtliche Verbandssparkasse vergab erstmals einen Preis für eine übersetzte Kurzgeschichte. Preisträger war Gabriel Laub. Erstmal vergab auch eine Schülerjury einen Preis. Gewinnerin war Eva Zeller.

### Kolloquium 1973
Am dritten Kolloquium nahmen nach einem Bericht der Wochenzeitung Die Zeit 55 Autoren und Kritiker aus zwanzig Ländern teil, Eine international besetzte Jury vergab einen deutschen und einen internationalen Kurzgeschichtenpreis dotiert mit jeweils 3000 DM. Im Vorfeld sind etwa 200 Geschichten eingegangen. Davon kamen sechzehn internationale und 30 deutsche Beiträge in die engere Auswahl. Neben den Hauptpreisen gab es erneut einen Schülerpreis und erstmals einen Publikumspreis.
Daneben fanden zahlreiche Lesungen der Autoren in Buchhandlungen, Schulen, Krankenhäusern und anderen Einrichtungen statt.  Diese Art der Lesungen überall in der Stadt wurde auch bei den folgenden Veranstaltungen beibehalten.
Preisträger waren Werner Dürrson, Friedel Thiekötter und Radomir Smiljanic.

### Kolloquium 1975

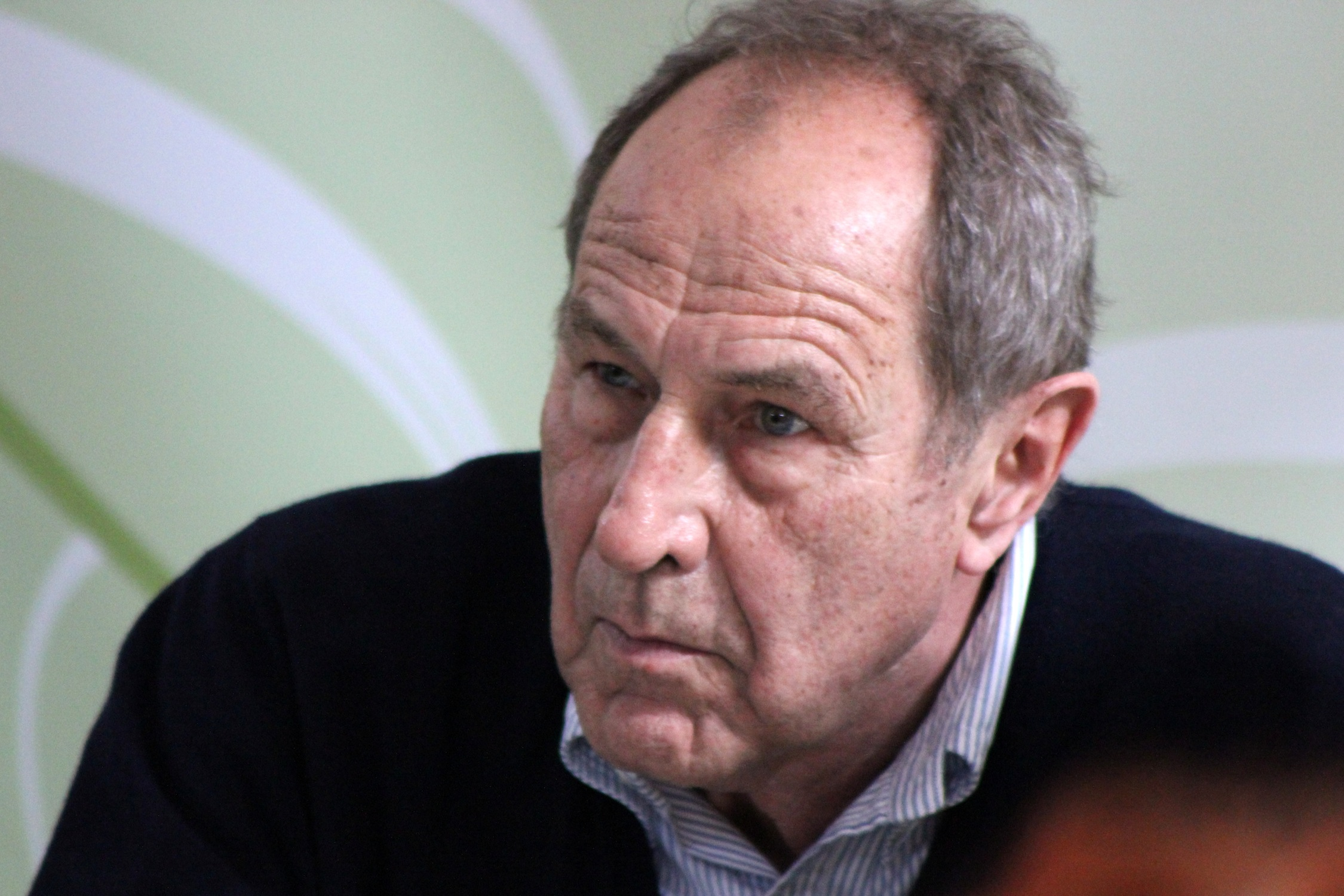
Michael Krüger Leipziger Buchmesse 2013

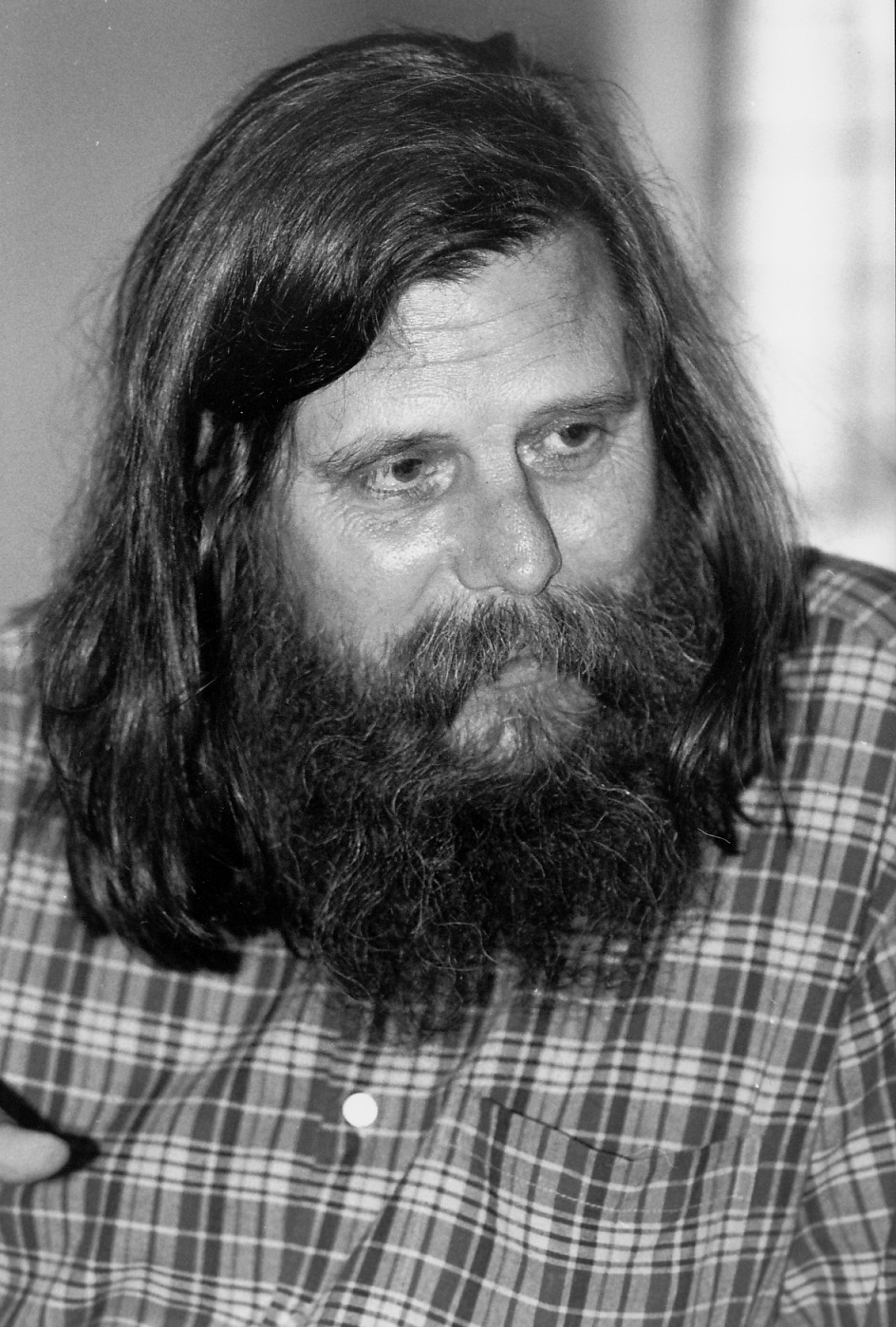
Arnold Leifert 1994

Als Folge der kommunalen Neugliederung war seit 1975 die Stadt Arnsberg Ausrichterin des Kolloquiums. Zu den Teilnehmern gehörten: Radomir Smiljanic, Ilse Tielsch-Felzmann, Frank Göhre, Dezsó Monoszlóy, Lázló Czimbalmos, Volker W. Degener, Erich Kock, Michael Krüger, Arnold Leifert, Walter Neumann, Marek Nowakowski, Herbert Rosendorfer, Erwin Sylvanus, Hannelies Taschau, Bernd Wördehöff, Jan de Zanger und Eva Zeller.
Der Internationale Preis ging an Radomir Smiljanic und der deutsche Preis bekam Ilse Tielsch-Felzmann. Die Schülerjury zeichnete Frank Göhre, Dezsö Monoslóy und Lázló Czimbalmos aus.

### Kolloquium 1977
Am fünften Kolloquium nahmen teil: Marek Nowakowski, Ernst Nowak, Josef Reding, Jiří Marek, Harald Bronstering, Wilhelm Damwerth, Herbert Eisenreich, Dimiter Jaremov, Norbert Johannimloh, Marianello Marianelli, John Matthew Mitchell, D.R. Popescu, René Regenass und Eva Zeller.
Der Internationale Kurzgeschichtenpreis ging an Marek Nowakowski und der deutsche Preis an
Ernst Nowak. Die Schüler zeichneten Josef Reding und Jiri Marek aus.

### Kolloquium 1979
Am sechsten Kolloquium nahmen teil: Walter Alexander Bauer, Ulf Abraham, Dragan Aleksic, Urs Berner, Harald Bronstering, Volker W. Degener, Werner Dürrson, Silvia Gloe, Christine Haidegger, Nikolai Haitov, Matthias Hoffmann, Hanne F. Juritz, Gyula Kurucz, Klaus D. Mahn, Marianello Marianelli, Tibor Méray, John Matthew Mitchell, Walter Neumann, Michael Rusinek, Dieter Schliwka, Wolfgang Thon, Hannelore Valencak und Sigrid Wilts-Grunert.
Den Internationalen Kurzgeschichtenpreis gewannen Marianello Marianelli und Nikolai Haitov.
Bemerkenswert ist, dass der deutsche Kurzgeschichtenpreis mit Matthias Hoffmann an einen Gymnasiasten ging. Der Preis der Schülerjury ging an Tibor Méray Hanne F. Juritz. Der Bürgerpreis ging an Klaus D. Mahn und an Nikolai Haitov.

### Kolloquium 1981
Am siebten Kolloquium nahmen unter anderem teil: Josef Reding, Renate Fueß, Ottó Jávor, Sigrid Wilts-Grunert, Kornel Filipowicz, Andrzej Pastuszek, Otto Brand, John Matthew Mitchell, Günter Radtke, Marek Nowakowski und Alois Brandstetter.
Preisträger waren für den deutschen Kurzgeschichtenpreis Josef Reding, Renate Fueß und Alois Brandstetter. Der internationale Kurzgeschichtenpreis ging an Ottó Jávor. Die Schülerjury zeichnete Sigrid Wilts-Grunert und Kornel Filipowicz aus.

### Kolloquium 1983
Teilnehmer des achten Kolloquiums waren: Ingeborg Kaiser, Werner Dürrson, Ivan Ivanji, Christine Haidegger, Ambrus Bor, Eva Zeller, Haeng-Sook Lee, Almuth Link, Peter Grosz, Marianello Marianelli, Gabriele Lins, Marius Tupan, Theo Schmich, Gyula Kurucz, Hans van Ooyen und Franz Storch.
Preisträger des deutschen Kurzgeschichtenpreises waren Ingeborg Kaiser und Werner Dürrson. Der internationale Preis ging an Ivan Ivanji. Die Schülerjury zeichnete Christine Haidegger und Ivan Ivanji aus.

### Kolloquium 1985

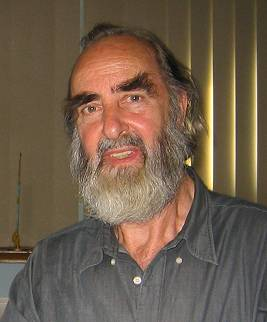
Walter Laufenberg 2006

Die Preisgelder für den deutschen und den internationalen Kurzgeschichtenpreis betrugen jeweils 10.000 Mark. Während der deutsche Kurzgeschichtenpreis von der Stadt Arnsberg gezahlt wurde, übernahm die Sparkasse Arnsberg-Sundern das Preisgeld für den internationalen Preis und den Schülerpreis, der mit 3000 DM dotiert war. Die Firma Clasvogt stiftete zusätzlich zur Erinnerung an den Gründer der Veranstaltungsreihe den Hartwig-Kleinholz-Preis, der mit 5000 DM dotiert war.
Die Zeitschrift Der Literat urteilte über die Veranstaltung: „Die seit jeher angestrebte Offenheit zwischen Schriftstellern und dem lesenden Publikum ist noch nie so auffällig demonstriert worden wie gerade beim neunten Kolloquium während der letzten Apriltage 1985. Sowohl die Eröffnungsveranstaltung als auch die Preisverleihung waren nicht nur, wie üblich, für jedermann kostenlos zugänglich, sondern wurden auch eifrig besucht, ebenso wie die zahlreichen Lesungen...und nicht zu vergessen die Arbeitsgruppen, in denen man sich um eine Interpretation der Wettbewerbstexte bemühte oder sich Gedanken machte über die verantwortungsvolle Rolle des Schriftstellers in unserer Zeit. Kein Wunder, dass die Autoren, die nebenbei noch in verschiedenen Schulen zu Gast waren, nicht müde wurden, auf die rege Beteiligung der Bevölkerung und die intelligenten Fragen, insbesondere der Jugend, lobend hinzuweisen.“
Teilnehmer waren Gabriela Adameșteanu, Carmen-Francesca Banciu, Tito Bilopavlovic, Ambrus Bor, Iwailo Ditschew, Dusan Dusek, Marjaleena Lembcke-Heiskanen, Anatol Johansen, Heinz Knappe, Walter Laufenberg, Jürgen Lodemann, John M. Mitchell  und andere.
Den deutschen Kurzgeschichtenpreis gewann Hannelies Taschau, den internationalen Preis gewann Carmen-Francesca Banciu. Der Gewinn des Preises führte zum Publikationsverbot der Autorin in Rumänien.

### Kolloquium 1987
Im Rahmen des Kolloquiums von 1987 veranstaltete die Werkstattgalerie Der Bogen eine thematische Ausstellung unter dem Titel Lesbarkeiten. Während der Ausstellungseröffnung lasen Teilnehmer des Kolloquiums aus ihren Werken.
Teilnehmer waren Karl Domanowsky, Texia Farina, Joachim Klinger, Jan Koprowski, Gabriel Laub, John Linthicum, Helga Lippelt, Monika Littau, Gertrud Neuling, Grozdana Olujic, Hans van Ooyen, Günter Radtke, Sadettin Simsek und Meng Weizai.
Den deutschen Kurzgeschichtenpreis gewannen zu gleichen Teilen Gabriel Laub und Hans van Ooyen. Der internationale Preis ging an Texia Farina. Den Schülerpreis erhielt Grozdana Olujic.

### Kolloquium 1989
Teilnehmer waren unter anderem Günter Braun und Johanna Braun, Walter Laufenberg, Kostas Karaoulis, Marian Grzesczak und andere. Als Wettbewerbsbeiträge waren 900 Texte aus 28 Ländern eingegangen. Das Hamburger Abendblatt hielt es im Jahr der Wende für bemerkenswert, dass eine Hälfte des geteilten Deutschen Kurzgeschichtenpreises an das Ehepaar Braun aus Magdeburg ging. Die andere Hälfte ging an Walter Laufenberg. Auch der Hartwig-Kleinholz-Preis ging an das Ehepaar Braun. Den internationalen Preis erhielt Marian Grzesczak. Auch der Schülerpreis wurde geteilt. Die eine Hälfte ging an Kostas Karaoulis und die andere an Walter Laufenberg.

### Kolloquien 1991 und 1994

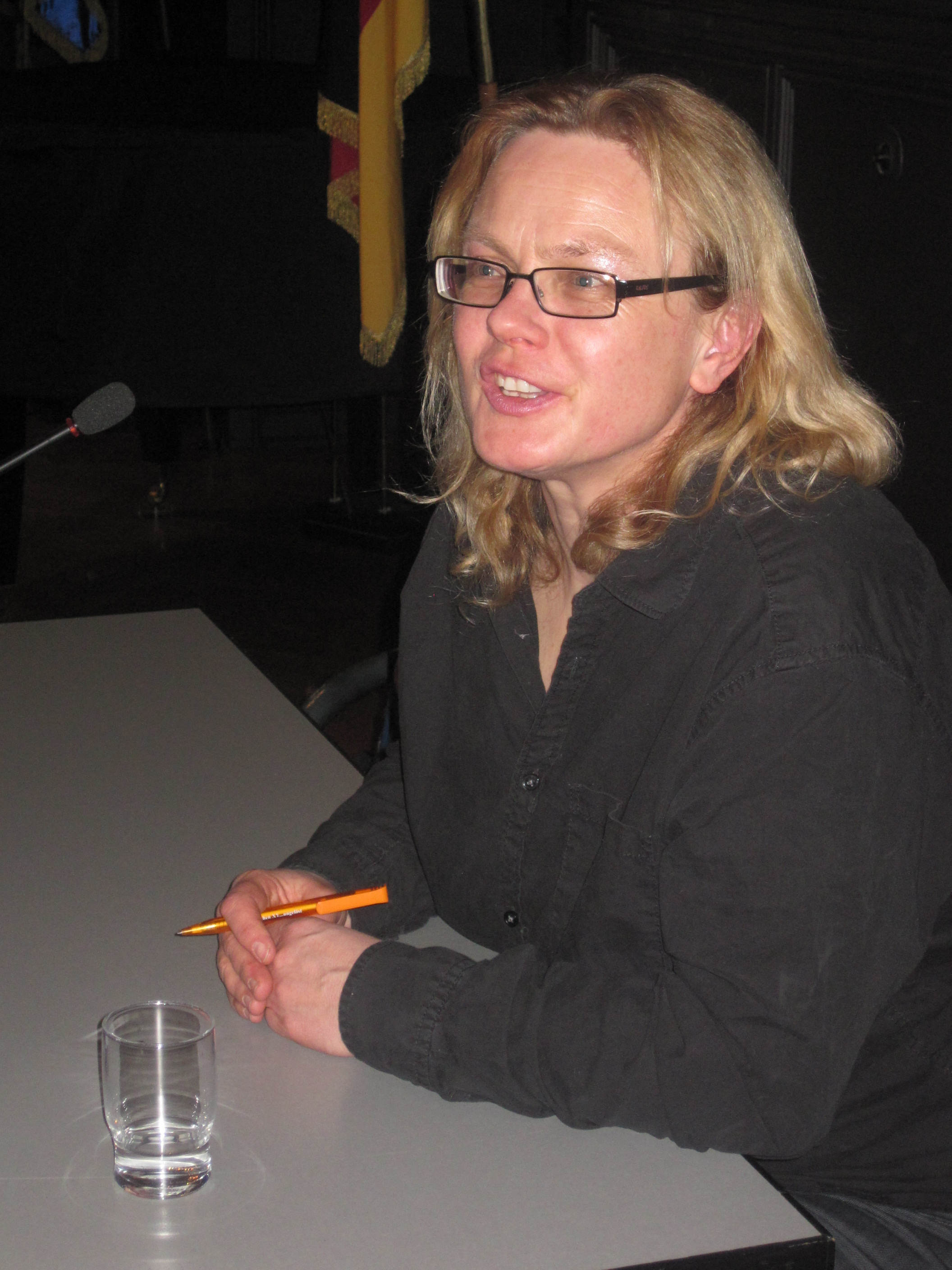
Karen Duve (2013)

Am Kolloquium 1991 nahmen unter anderem Karen Duve und Markus R. Weber teil. Duve erhielt den erstmals vergebenen Preis für junge Prosa und den Hartwig-Kleinholz-Preis. Das letzte Kolloquium fand 1994 statt. Unter den Jurymitgliedern war die Literaturnobelpreisträgerin Herta Müller.

## Resonanz
Das Kolloquium und die vergebenen Preisen fanden erhebliche Aufmerksamkeit in der nationalen und internationalen Presse.
- "Zum Brauch bei den Arnsberger Kolloquien gehören auch Begegnungen der Autoren mit der Schuljugend und der arbeitenden Bevölkerung. Sie erlauben einen Einblick in den Bereich der Leseinteressen der älteren und jüngeren Generation in der BRD und liefern Material zu Vergleichen... Ich glaube, in einer bestimmten Hinsicht ist sich die europäische Jugend sehr ähnlich geworden. Überall lässt sich eine Krise der Autoritäten, eine kritische Einstellung zur Generation der Väter beobachten... Wie stets, war die Organisation auch diesmal glanzvoll: Alles funktionierte, und wir hatten ein wenig Zeit, mit den Menschen zu reden und die westfälische Landschaft zu sehen.." (Literatura, Warschau)

- Dieser deutsche und internationale Wettbewerb kann sich in seiner Bedeutung durchaus mit dem Kurzfilmfestival in Oberhausen messen... (Politika, Belgrad)

- Diese Preiskür, viel beachtet und mit literarischen Lorbeeren bedacht, ist dennoch nicht das Wesentliche des Symposiums. "Eine europäische Oase" nannte es der Preisträger Marianelli, in der sich Freunde und Kollegen treffen, wo es sich lohnt, wiederzukommen... Wo sonst lesen Autoren beispielsweise im Kindergarten oder in der Schalterhalle einer Bank... Wo sonst können sich Autoren aus Ost und West begegnen und- unabhängig von gesellschaftlichen literarischen Standorten- zu verständigen versuchen. (Basler Zeitung)

- Es ist wirklich eine Einmaligkeit, wenn hier... Schriftsteller aus... Ländern verschiedener Gesellschaftsordnung und literarischer Tradition eine gemeinsame Sprache gesucht haben... Bulgarien hat eine traditionellen Beteiligung an diesem Gespräch über den Zustand, die Tendenzen und Perspektiven der kurzen Prosaform. Hervorzuheben ist noch das große Interesse, das die Weltpresse für dieses Forum zeigte. (Literaturen Front, Sofia)

- Nicht verschwiegen sei, dass auch das Treffen von Arnsberg keineswegs frei ist von fehlgeleitetem Autorenehrgeiz und Funktionärsbetriebsamkeit. Beides hält sich jedoch wohltuend in Grenzen, der Werkstattcharakter der kritischen Gespräche bleibt weitgehend gewahrt, die literarischen, handwerklichen Standorte prägen den Ablauf der Begegnungen, zahlreiche öffentliche Autorenlesungen eingeschlossen. (Deutsche Presse-Agentur)

- Die kleine Stadt ist nur geographisch eine Provinz. Ihre Kulturpolitik dagegen, die Idee eines öffentlichen Symposiums, ist in Europa einmalig. Sie ermöglicht die Begegnung von Schriftstellern(...), die aus verschiedenen Gesellschaftssystemen kommen. Eine europäische Oase, in der befristet "Literatur der offenen Tür" praktiziert wird. Zahlreiche Lesungen, auch in Kneipen oder Krankenhäusern, und Gespräche mit den Bürgern der Stadt reißen die Hürden zwischen Autoren und Lesern ein. In Arnsberg gibt sich die Literatur... bürgernah." (Schweizer Feuilleton-Dienst)

- Nirgendwo sonst in der Bundesrepublik wird alle zwei Jahre das "literarische Besatzungskind", wie Durzak die unter dem Einfluss der Amerikaner im Nachkriegsdeutschland zu einem wichtigen Ausdrucksmittel herangewachsene Kurzgeschichte bezeichnete, zum Gegenstand öffentlicher Erörterung. Nirgendwo sonst haben Autoren aus aller Welt die Chance, ihre Texte nicht nur einer Preisjury, sondern ebenso den schreibenden Kollegen und der bei den Veranstaltungen anwesenden Öffentlichkeit aller Altersgruppen vorzulegen; ein Vorgang, der einen Lernprozess in beiden Richtungen, von der Literatur zum Leser und umgekehrt, bewirken kann.(Neue Westfälische)